# Comté de Hardin (Illinois)
Pour les articles homonymes, voir Comté de Hardin.
Le comté de Hardin est un comté situé dans l'État de l'Illinois, aux États-Unis. En 2000, sa population est de 4 800 habitants. Son siège est Elizabethtown.
Ville : Rosiclare.